# Пунт
Земља Пунта (Egyptian:  pwnt; alternate Egyptological readings Pwene(t) била је старовековна држава на афричком континенту. Иако њен положај није у потпуности утврђен, верује се да је обухватала је обалски појас данашње Сомалије, Џибутија, Еритреје, северне Етиопије и обалу Судана, а имали су територије и на Арабијском полуострву.
Пунт је производио и извозио злато, ароматичне смоле, црно дрво, ебановину, слоновачу и дивље животиње. Могуће је да одговара Опону у Сомалији, како су га касније знали стари Грци, док су га неки библичари идентификовали са библијском земљом Пут или Хавила.
Понекад се Пунт назива Ta netjer (tꜣ nṯr), „Божја земља“. Историчари воде дебате о тачној локацији Пунта. Понуђене су различите локације, југоисточно од Египта, приобални регион Црвеног мора: Сомалиланд, Сомалија, Џибути, североисточна Етиопија, Еритреја и североисточни Судан. Такође је могуће да је покривао и Рог Африке и јужну Арабију. Пунтланд, сомалијски административни регион на крају Афричког рога назван је у односу на њега.

## Рани походи Египта на Пунт
Земља Пунта често је долазила у контакт са Старим Египтом. Прве експедиције Египта на територије Пунта падају у време Старог краљевства, односно Пете египатске династије (25. век п. н. е). У време Ментухотепа III, фараона Једанаесте египатске династије (око 2000. године п. н. е.), војсковођа Хану организовао је нове походе на Пунт, али није извесно да ли је он лично путовао на ове експедиције. Трговачке мисије фараона из 12. династије Сенусрета I, Аменемхата II и Аменемхата IV такође су успешно прокрчиле свој пут до и из мистериозне земље Пунт.
Током Осамнаесте египатске династије, Хатшепсут је изградила флоту на Црвеном мору како би олакшала трговину између врха Акабског залива и јужних дестинација све до Пунта како би довезла посмртну робу у Карнак у замену за нубијско злато. Хатшепсут је лично направила најпознатију староегипатску експедицију која је допловила до Пунта. Њени уметници откривају много о краљевима, становницима, настамбинама и разноврсности дрвећа на острву, откривајући га као „Земљу богова, регион далеко на истоку у правцу изласка сунца, благословљен производима за верске сврхе“, где су се трговци враћали са златом, слоновачом, ебановином, тамјаном, ароматичним смолама, животињским кожама, живим животињама, козметиком за шминкање очију, мирисним дрветом и циметом. Током владавине краљице Хатшепсут у 15. веку пре нове ере, бродови су редовно прелазили Црвено море како би набавили битумен, бакар, резбарене амајлије, нафту и другу робу која је транспортована копном и низ Мртво море до Елата на челу залива Акаба, где су били придружени тамјану и смирни који су долазили на север како морем, тако и копном дуж трговачких путева кроз планине које воде северно дуж источне обале Црвеног мора.
Извештај о том путовању са пет бродова сачуван је на рељефима у Хатшепсутином побребном храму у Деир ел-Бахрију. Кроз све храмске текстове, Хатшепсут „одржава фикцију да је њен изасланик“ канцелар Нехси, који се помиње као шеф експедиције, отпутовао у Пунт „како би наплатио данак од домородаца“ који признају своју оданост египатском фараону. У стварности, Нехсијева експедиција је била једноставна трговачка мисија у земљу, Пунт, која је у то време била добро успостављена трговачка станица. Штавише, Нехсијева посета Пунту није била претерано храбра, јер га је „пратило најмање пет бродова [египатских] маринаца“ и топло су га поздравили шеф Пунта и његова ужа породица. Пунтити су „трговали не само сопственим производима од тамјана, ебановине и стоке кратких рогова, већ [такође] робом из других афричких држава укључујући злато, слоновачу и животињске коже.“ Према рељефима храмова, Пунт се налази у земљи којом су у то време владали краљ Параху и краљица Ати.

## Хатшепсутина експедиција
Хатшепсут, краљица Осамнаесте египатске династије, саградила је флоту на Црвеном мору како би омела трговачке везе Пунта са Акапским заливом. Она је организовала највећи поход на Пунт. Овај поход може се упоредити са истраживачким путовањима у време ренесансе. О њему сведоче рељефи у њеном храму у Деир ел Бахрију.
За поход је припремљено пет великих бродова који су састављени на обалама Црвеног мора. Један од главних циљева похода била је набавка миришљавог дрвета које је расло само у пределима данашње Сомалије. Поход је био ништа друго до трговачка експедиција. Египћане је примио принц Пареху и његова жена Ети. Између две земље успостављено је пријатељство и слободна трговина. Управо из робе коју је Хатшепсут донела из Пунта, а која је у храму детаљно наведена, се верује да је локација земље Пунта данашња Сомалија - кокосове палме, миришљава смола, тамјан. Представљени су мајмуни, пси, нилски коњи, жирафе, потоци богати рибом...